# Dries Wouters
Dries Wouters (* 28. Januar 1997 in Tongern) ist ein belgischer Fußballspieler, der seit Sommer 2023 beim Lommel SK unter Vertrag steht.

## Karriere

### Verein
Wouters begann seine fußballerische Ausbildung beim KSK Jecora, wo er von 2003 bis 2006 spielte. Anschließend wechselte er in die Jugendakademie des KRC Genk. 2014/15 spielte er viermal beim Torneo di Viareggio mit der U19 und stand zudem einmal im Kader der Profis. Am 29. Mai 2016 stand er bei den gewonnenen Rückspiel um den letzten Qualifikationsplatz für die Europa League gegen Sporting Charleroi in der Startelf und debütierte somit in der Division 1A. In der gesamten Saison spielte er insgesamt zweimal im Belgischen Pokal und dieses eine Mal in der Liga. Am Anfang der Folgesaison gab er sein internationales Debüt, als er gegen Budućnost Podgorica in der Europa-League-Qualifikation spielte. Die gesamte Spielzeit 2016/17 beendete er mit acht Ligaspielen und drei Europa-League-Qualifikationsspielen. Gegen den RSC Anderlecht schoss er bei einem 2:1-Auswärtssieg den Führungstreffer und somit sein erstes Profitor. Wettbewerbsübergreifend schoss er dieses eine Tor in 19 Spielen, davon öfters in der Startelf. 2018/19 spielte er insgesamt zehnmal, davon sieben Mal in der Liga, welche sein Team gewann, einmal in der Europa-League-Endrunde, einmal in dessen Qualifikation und einmal im Pokal, wo er auch einmal traf. Die darauf folgende Saison absolvierte er mit 13 Ligaspielen, zwei Pokalspielen und einem Spiel für die Reservemannschaft. In der Saison 2020/21 war er noch immer kein Stammspieler und kam nur zu acht Einsätzen.
Zur neuen Spielzeit 2021/22 wechselte er mit einem Dreijahresvertrag zum Zweitligisten FC Schalke 04. Gegen Holstein Kiel wurde er am zweiten Spieltag der Saison in der 65. Minute für Malick Thiaw eingewechselt und debütierte somit bei dem 3:0-Sieg in der zweiten Bundesliga. Doch nach nur zwei Pflichtspieleinsätzen in der Hinrunde der 2. Bundesliga und einem Spiel im DFB-Pokal wurde Wouters am 12. Januar 2022 bis zum Saisonende an den KV Mechelen verliehen.
Im Rest der Saison 2021/22 bestritt Wouters aufgrund einer Wadenzerrung nur 4 von 19 möglichen Ligaspielen für Mechelen. Mitte Juni 2022 wurde eine Verlängerung der Ausleihe bis zum Ende der Saison 2022/23 mit anschließender Kaufoption vereinbart. Er bestritt für Mechelen 14 von 34 möglichen Ligaspielen, in denen er ein Tor schoss, sowie zwei Pokalspiele.
Die Kaufoption wurde nicht ausgeübt. Allerdings blieb er in Belgien und wechselte fest zum Zweitdivisionär Lommel SK, bei dem er einen Vertrag mit einer Laufzeit von vier Jahren unterschrieb.

### Nationalmannschaft
Zwischen 2012 und 2016 spielte er 23-mal für diverse Juniorennationalmannschaften Belgiens, unter anderem in EM-Qualifikationsspielen. Von 2017 bis 2019 kam er zu vier Einsätzen für die belgische U21-Nationalmannschaft.

## Erfolge
- Belgischer Meister: 2019
- Belgischer Pokalsieger: 2021 (ohne Einsatz)
- Belgischer Superpokalsieger: 2020